# Prince of Persia (gra komputerowa 2008)
Prince of Persia – przygodowa gra akcji stworzona przez Ubisoft Montreal, wydana przez Ubisoft. Ukazała się w grudniu 2008 na platformy Microsoft Windows, PlayStation 3 i Xbox 360. Gra stanowi reboot serii, a cechuje ją nowy styl grania oraz obrazkowy styl graficzny, podobny do cel-shadingu.

## Fabuła
Główny bohater, błąkając się pośród burzy piaskowej w poszukiwaniach swojej oślicy Farah (imię nawiązuje do poprzedniej trylogii), nagle natyka się na ściganą dziewczynę, Elikę. Podążając za nią trafia do gigantycznego ogrodu, gdzie zmuszony jest stoczyć walkę z jej ojcem. W jej wyniku z ogromnego Drzewa Życia uwolniony zostaje Aryman, perski bóg zła i ciemności. Za sprawą jego mrocznych mocy całą krainę dotyka plaga zepsucia, a w różnych jej rejonach pojawiają się słudzy do niedawna uwięzionego boga. Książę wraz z obdarzoną tajemniczymi mocami Eliką decyduje się ponownie wtrącić starożytne bóstwo do jego więzienia.

## Rozgrywka

### Tryb przygodowy
Eksploracja świata gry nie jest możliwa bez zastosowania różnych akrobacji, z których część wywodzi się z poprzednich części cyklu. W tym tytule rzadziej jednak gwarantuje bohaterowi łatwe przemieszczanie się za pomocą tyczek czy kolumn, częściej natomiast wymaga użycia magicznej pomocy Eliki lub nowych umiejętności Księcia.
Towarzysząca głównemu bohaterowi Elika, w przeciwieństwie do Farah, która pojawiała się w poprzednich częściach gry, nie stanowi jedynie tła dla rozwijającej się przygody. Zgodnie z zamierzeniem twórców gry, jest ona istotną częścią rozgrywki, a wykorzystanie jej pomocy jest niezbędne do ukończenia gry. Nowością w serii jest fakt, że Książę na skutek błędów gracza w rozgrywce nie może zginąć – wszelkie zdarzenia, które by tym skutkowały, zastąpione są animacją Eliki ratującej głównego bohatera i kontynuacją gry od bezpiecznego miejsca. Rozwiązanie to stanowi niejako kontynuację założenia cofania czasu przyjętego w starej trylogii, przyspieszającego rozgrywkę i usuwającego konieczność wczytywania zapisanych stanów gry w razie błędu. Każda z zanieczyszczonych lokacji w grze może zostać uzdrowiona przez Elikę, co diametralnie zmienia obraz świata gry i umożliwia korzystanie z nowych dróg. W tak odmienionych krainach można także zdobywać ziarna światła, dzięki którym rozszerza się wachlarz umiejętności towarzyszki Księcia i których zebranie odpowiedniej ilości jest niezbędne do ukończenia gry.

### Tryb walki
W grze, w przeciwieństwie do poprzednich części, przeciwnicy występują wyłącznie pojedynczo, a ponadto Książę trafia na nich znacznie rzadziej. Każdy z przeciwników pełni jednak funkcję minibossa, a po rozpoczęciu z nim walki u dołu ekranu pojawia się pasek obrazujący jego życie. Przeciwników w grze można podzielić na dwie kategorie: zwykłych żołnierzy Arymana i postaci bardziej istotne dla fabuły (Alchemik, Konkubina, Łowca, Wojownik), z którymi walki trzeba stoczyć kilkakrotnie. W pokonaniu wroga kluczową rolę odgrywają umiejętności Księcia, jednak istotny jej element stanowi także wykorzystanie zdolności Eliki, które czasami okazują się niezbędne do zadania przeciwnikowi obrażeń lub przedłużenia sekwencji ataków głównego bohatera.
Podobnie jak w trybie eksploracji, w walce Książę nie może zginąć. Inaczej niż w starej trylogii, nie ma więc żadnego paska obrazującego siły witalne bohatera, jego kondycja jest obrazowana przez sam sposób poruszania się oraz przez pulsujące czerwone obramowanie ekranu, gdy przeciwnikowi uda się zadać obrażenia. Wraz z przyjmowanymi obrażeniami, Książę zaczyna poruszać się wolniej, stając się bardziej podatnym na kolejne ataki, co ostatecznie może doprowadzić do powalenia go przez wroga na ziemię. W takiej sytuacji uratować go może jedynie szybka reakcja gracza lub pomoc Eliki, która przeniesie go w bezpieczne miejsce. Drugi z przypadków, odpowiadający śmierci bohatera w klasycznej rozgrywce, wiąże się jednak również z odzyskaniem części albo wszystkich sił przez przeciwnika.

## Polska wersja
W Polsce dystrybucją gry zajął się lokalny oddział Ubisoftu. Tytuł został w pełni spolszczony, zarówno w wersji na system Microsoft Windows, jak i konsole Xbox 360 oraz PlayStation 3. W zależności od platformy, różne są daty wydania gry w Polsce. Na konsolę Xbox 360 ukazała się ona 12 grudnia 2008, data premiery wersji na PlayStation 3 została ustalona na 9 stycznia 2009, podobnie jak w przypadku systemu Microsoft Windows.
| Aktor               | Postać       |
| ------------------- | ------------ |
| Maciej Zakościelny  | Książę       |
| Izabella Bukowska   | Elika        |
| Miłogost Reczek     | Ojciec Eliki |
| Mirosław Zbrojewicz | Aryman       |
| Brygida Turowska    | Konkubina    |
| Adam Bauman         | Alchemik     |
| Andrzej Blumenfeld  | Wojownik     |
| Sylwia Gliwa        | Narrator     |